# 我很好 (漫畫)
《我很好》，是岡崎京子的日本漫畫作品。1993年至1994年在寶島社雜誌《CUTiE》連載。台灣由臉譜文化出版。

## 故事簡介
女主角若草春奈因為幫助經常被她的前男友霸凌，在學校總是獨來獨往的男主角山田一郎之下，兩人來到學校旁邊的河畔發現早已腐爛的遊民屍骨。然後若草透過山田認識當紅名模學妹吉川，看似毫無交集的三個人在因緣際會下竟然建立起某種革命情感，一起共享著河畔腐爛屍骨的秘密…

## 登場人物
若草陽菜
作品主角。高中生。從小雙親離異之後跟母親一起居住。與男友觀音崎感情不合，經常目睹他霸凌山田。另外與一起跟山田發現屍體的吉川交情不錯。
山田一郎
陽菜的同班同學。同性戀者。在學校相當受到女生的歡迎，因此常被觀音崎霸凌。有時會和女生遊玩。跟田島交往是為了隱瞞自己是同性戀的事實。
吉川梢
陽菜的學妹，當紅模特兒。5歲的時候被母親拉攏進入演藝事業。正因為如此擁有熟女外表和剛強性格，但有厭世的一面、經常暴飲暴食然後把食物吐出來。女同性戀者，因此也很喜歡陽菜。
觀音崎
陽菜的男友。很喜歡陽菜，對山田充滿嫉妒。與條件優渥的哥哥相反，因為經常進行藥物交易而被趕出家門。其本性相當寂寞。
田島神奈
山田的女友。很喜歡山田，但是山田始終對她感情鬱結，經常被他拒絕。後來得知山田跟陽菜兩人的交情不錯，從此展開對陽菜進行騷擾的行動。
小山留美
陽菜的朋友。常勾引觀音崎和其他男生搞性關係，以填補自己內心的空虛，並利用援交賺來的金錢購買名牌衣物和化妝品，把自己打扮得花枝招展。然而她自己注意到已經懷孕，因此自身的生活變得很瘋狂。
小佳
陽菜的朋友。喜歡和男友高橋兩人一起聽信謠言。對追捧名牌的留美有一點厭惡。
小山真子
留美的姊姊。是位從事同人BL漫畫執筆的肥宅。暗地裡相當忌妒妹妹擁有美麗外貌和身材。

## 出版書籍
日本寶島社〈Wonderland comics〉出版。台灣臉譜文化代理，代理的版本為愛藏版，譯者謝仲其。2008年和2015年，由寶島社以相同書名後面分別加上《愛藏版》和《原始復刻版》重新發行。
| 寶島社 | 寶島社         | 寶島社                 |
| 冊數   | 發售日期       | ISBN                   |
| ------ | -------------- | ---------------------- |
| 全1冊  | 1994年6月20日  | ISBN 4-7966-0825-7     |
| 全1冊  | 1999年12月18日 | ISBN 978-4-7966-1669-0 |

| 冊數  | 書名              | 寶島社         | 寶島社                 | 臉譜文化     | 臉譜文化               |
| 冊數  | 書名              | 發售日期       | ISBN                   | 發售日期     | ISBN                   |
| ----- | ----------------- | -------------- | ---------------------- | ------------ | ---------------------- |
| 全1冊 | 我很好 愛藏版     | 2008年10月10日 | ISBN 978-4-7966-6698-5 | 2014年2月6日 | ISBN 978-986-235-311-0 |
| 全1冊 | 我很好 原始復刻版 | 2015年6月10日  | ISBN 978-4-8002-4238-9 | 不適用       | 不適用                 |

## 真人電影
2017年3月22日宣布拍攝真人電影，行定勳執導，由二階堂富美主演。2018年2月16日在日本首映。R15+指定。
該片上映一星期之後，2018年2月24日獲頒第68屆柏林國際影展Panorama部門的國際影評家聯盟獎。
此外，在拍攝使用的長寬比例不是現在普及的16:9，而是使用4:3；還有，電影中角色的服裝與造型忠實呈現出漫畫連載當時相同的90年代風格。不過CHRISTIAN DADA和FACETASM等品牌仍將此風格當作「具有街頭感現在的日本品牌」使用。
2019年3月1日起由Netflix獨家在海外地區發佈。

### 演員列表
- 若草陽菜：二階堂富美[2][4]
- 山田一郎：吉澤亮
- 觀音崎：上杉柊平（日语：上杉柊平）
- 吉川梢：SUMIRE（日语：SUMIRE）
- 小山留美：土居志央梨（日语：土居志央梨）
- 田島神奈：森川葵
- 小佳：安藤輪子（日语：安藤輪子）
- 留美的姊姊：富山惠理子
- 高橋（小佳的男友）：松永拓野
- 春名的母親：西田尚美

### 製作人員
- 原作：岡崎京子「我很好」（寶島社）
- 導演：行定[2][4]
- 製作總指揮：金吉唯彥、遠藤日登思
- 劇本：山美
- 音樂：世武裕子（日语：世武裕子）
- 主題歌：小澤健二（日语：小沢健二）[9]（環球音樂）
- 製作：齊藤剛、中山道彥、原田知明、木下直哉（日语：木下直哉）、佐野真之、瀨井哲也、倉田奏補、小川真司（日语：小川真司 (プロデューサー)）、古賀俊輔
- 創意製作人：金吉唯彥、遠藤日登思
- 製作人：小川真司、吉澤貴洋、古賀俊輔、杉山剛
- 助理製作人：小林亞理、行實良
- 音樂製作人：北原京子
- 線上製作人：新野安行
- 演技指導：杉野剛
- 攝影：槙憲治
- 照明：中村裕樹（日语：中村裕樹）
- 剪輯：今井剛（日语：今井剛）
- 錄音：伊藤裕規（日语：伊藤裕規）
- 美術：相馬直樹（日语：相馬直樹 (美術監督)）
- 裝飾：田口貴久
- 造型師：高山惠理
- 服裝：杉本真壽美
- 髮型設計：倉田明美
- 特殊造型、特殊設計：宗理起也（日语：宗理起也）
- VFX監修：進威志（日语：進威志）
- 音響效果：岡瀨晶彥（日语：岡瀬晶彦）
- 場記：工藤瑞穗
- 助理導演：是安祐
- 製作擔當：大田康一
- 企劃協力：藤野良太（日语：藤野良太）
- 發行：Kino Films（日语：キノフィルムズ）／木下集團控股（日语：木下グループホールディングス）
- 企劃協力：寶島社
- 製片商：The Fool
- 製作：「我很好」製作委員會（Sony Music Artists、Amuse、木下集團、Asmik Ace（日语：アスミック・エース）、VAP、Second Site、Bridge Head、The Fool）

## 相關項目
- 惡女羅曼死—岡崎京子作品

## 外部連結
- 《我很好》愛藏版 （页面存档备份，存于） （日語）－寶島CHANNEL官方網站（寶島社）
- 《我很好》原始復刻版 （页面存档备份，存于） （日語）－寶島CHANNEL官方網站（寶島社）
- 電影《我很好》官方網站 （页面存档备份，存于） （日語）
- 電影《我很好》官方的Facebook專頁 （日語）
- 電影《我很好》官方的Instagram帳戶 （日語）
- 電影《我很好》官方的X（前Twitter） （日語）
- 互联网电影数据库（IMDb）上《River's Edge》的资料（英文）